# Ballspielverein 07 Schwenningen
Il BSV 07 Schwenningen è una società calcistica tedesca della città di Villingen-Schwenningen, nel Baden-Württemberg; deriva dalla fusione, avvenuta nel 1974, fra Schwenningen SC e VfR Schwenningen.

## Storia
Due delle squadre della città, il FC 07 Schwenningen ed il FC Viktoria 08 Schwenningen, misero da parte la loro rivalità nel 1922 per formare il VfR Schwenningen. Il club ottenne l'accesso al campionato di massima serie denominato Gauliga Württemberg, dove giocò nel 1937 terminando ultimo.
Un altro antenato del BSV', lo Sportclub Schwenningen, nacque nel 1925. Nel 1935 giunse fino alla semifinale della Tschammerspokal, il torneo da cui nacque la moderna Coppa di Germania.
Dopo la seconda guerra mondiale gli Alleati cancellarono tutte le organizzazioni attive in Germania, anche quelle sportive. Nel 1946 le associazioni sportive di Schwenningen furono ricostituite nel VfL Schwenningen che giocò in Oberliga Südwest fino al 1950. L'esistenza di questo club fu breve e nel 1950 il VfR Schwenningen fu riformato in una sezione autonoma che giocò nella Amateurliga Württemberg (III). Anche un ricostituito SC Schwenningen iniziò a giocare in Amateurliga Württemberg (III), ma retrocedette in Landesliga Württemberg (IV) , per poi tornare in Amateurliga già la stagione seguente.
Il VfR giocò in Amateurliga Württemberg gran parte degli anni '50, vincendo il campionato dilettantistico tedesco di calcio nel 1952. Il club passò in Amateurliga Schwarzwald-Bodensee (III) nel 1960. Finirono secondi dietro il FC Hanau 93 nel turno per la promozione in 2.Bundesliga, ma sembrarono avere un'altra possibilità di essere promossi grazie ai problemi di licenza del FC Hassfurt, che vennero però poi risolti. Alla fine degli anni '60 la squadra scese in Landesliga Württemberg (IV).
La storia dello SC Schenningen' corse più o meno parallela a quella del VfRs: giocarono entrambi nell'Amateurliga Württemberg per poi aderire alla nuova Amateurliga Schwarzwald-Bodensee (III) nel 1960, diventandone la prima squadra campione. Negli anni seguenti evitarono retrocessioni e restarono al terzo livello nazionale intorno agli anni '70.
Nel 1974 i due club si fusero nel BSV Schwenningen 07, che giocò nella Amateurliga Schwarzwald-Bodensee nella stagione 1974–75. Vinsero il titolo nel 1976 ottenendo la promozione in 2.Bundesliga Süd. L'anno seguente però furono subito retrocessi dopo il 20º posto finale, però arrivarono fino al 3º turno della coppa nazionale.
Il club rimase in Verbandsliga Württemberg fino alla fine del 1984 per poi retrocedere in Landesliga Württemberg, dove gioca tuttora, dopo un'esperienza anche in Bezirksliga.

## Palmarès
- Campionato dilettantistico tedesco di calcio: 1952
- Amateurliga Schwarzwald-Bodensee: 1961 (SC), 1976
- Bezirksliga Schwarzwald (VIII): 2009
- Coppa del Württemberg : 1960